# バハー・ファイサル
バハー・ファイサル（アラビア語: بهاء فيصل、Baha' FaisalまたはBahaa Faisal、1995年5月30日-）はヨルダンのプロサッカー選手。ヨルダン・リーグのアル・ワフダート・クラブ所属。ポジションはFW。サッカーヨルダン代表、U-23同代表、元U-19同代表。
バハ・ファイサルとも表記される。

## 経歴

### クラブ
アル・ワフダート・クラブ所属時にはAFCカップ2016、同2017で得点を記録している。2018-2019シーズンのヨルダンリーグでは、15ゴールを決めリーグ得点王となった。
2018年1月にアル・クウェートSCにレンタル移籍。

### 代表
AFC U-23選手権2016、同2018に出場し、ともに得点を記録している。